# Jean Henri Desmercières
Jean Henri Desmercières (født 8. maj 1687 i Paris, død 8. marts 1778 i København) var en dansk-fransk finansmand og godsejer.

## Barndom og ægteskab
Jean Henri Desmercières blev født i 1687 i Paris som uægte søn af Jean Henri Huguetan greve af Gyldensteen og en parisisk modehandlerske og blev opkaldt efter modehandlergaden Rue des Merciers.
Han blev den 25. juni 1751 på Frijsenborg Slot viet til Elisabeth Sophie Frijs (1. maj 1714 i København – 18. juni 1799 sammesteds), datter af generalløjtnant, lensgrev Christian Friis (1691-1763) og Øllegaard Gersdorff (1687-1734).
Hustruen tiltrådte grevskabet Frijsenborg i 1787 efter sin søster Christine Sophie Friis (1713-1787).

## Karriere
Desmercières blev grundigt uddannet i handelsfaget i Paris, fik 1720 ledelsen af faderens handelsselskab i London og opholdt sig en tid i Berlin og blev kammerherre hos Frederik Wilhelm I. Han kom så til København, hvor faderen 1736 skaffede ham embede som deputeret i Kommercekollegiet. I dette kollegium forblev han til 1768 og fungerede januar-marts 1767 som præses. Ved forretningsdelingen 1753 fik Desmercières fiskerisagerne, men han interesserede han sig primært for bankvæsenet og kompagnierne, var virksom ved oprettelsen af Kurantbanken, storaktionær i Asiatisk Kompagni og præses i Det Afrikanske Kompagni fra dettes etablering 1755.
Han indgik i grev J.H.E. Bernstorffs omgangskreds, men Bernstorff synes i øvrigt ikke at have sat særlig pris på ham. Efter sigende var Desmercières modstander af Bernstorffs understøttelsespolitik over for industrien.
Desmercières var desuden storgodsejer i Holsten og besad bl.a. Quarnbek og 1743-64 Emkendorf.

## Hædersbevisninger
Han opnåede stort set alle tidens hædersbevisninger. Han blev konferensråd 1727, i 1736 blev han slået til ridder af Dannebrog, blev i 1745 dansk gehejmeråd og i 1755 gehejmekonferensråd. 1768 blev han Ridder af Elefanten og 22. februar 1776 naturaliseret som dansk adelsmand.

## Landvinding
Desmercières var meget interesseret i landvinding. Hans største værk var inddigningen af bugten ved Bredsted (Sydslesvig) i Vesterhavet. Det nyvundne land fik navnet Desmercieres Kog. En anden kog blev opkaldt efter hans kone Elisabeth Sophie (Elisabeth-Sophie Kog). Arbejdet blev videreført af Henrik XLIII af Reuss-Köstritz, som var nevø til Desmercières halvsøster Marguerite Huguetan komtesse Gyldensteen.
Han var desuden en aktiv medlem af den franske reformerte menighed i København. Menigheden blev stiftet af franske protestanter (huguenotter).

## Død og begravelse
Jean Henri Desmercières døde den 15. marts 1778 og blev begravet i Flemhude Kirche i Holsten. Ægteskabet var barnløst, hvorfor slægten uddøde med ham.
Der findes et portrætmaleri af Peder Als (Det Nationalhistoriske Museum på Frederiksborg Slot), gengivet i miniature (Frijsenborg). Silhouet (Frederiksborgmuseet).

## Læs yderligere
- Annette Hoff: Boller Slot i 650 år. Wormianum, Landbohistorisk Selskab, 2012.
- Bjerre Herred Bogen I & II, Glud Museums Forlag 1963 og 2001.
- Knud Søndergaard: Asta Grundtvig, Liv og virke, slægt og venner. Redaktion af illustrationer: Lars Thorkild Bjørn. Forlaget Vartov 2013.